# Republikuniversitätskrankenhaus Vilnius

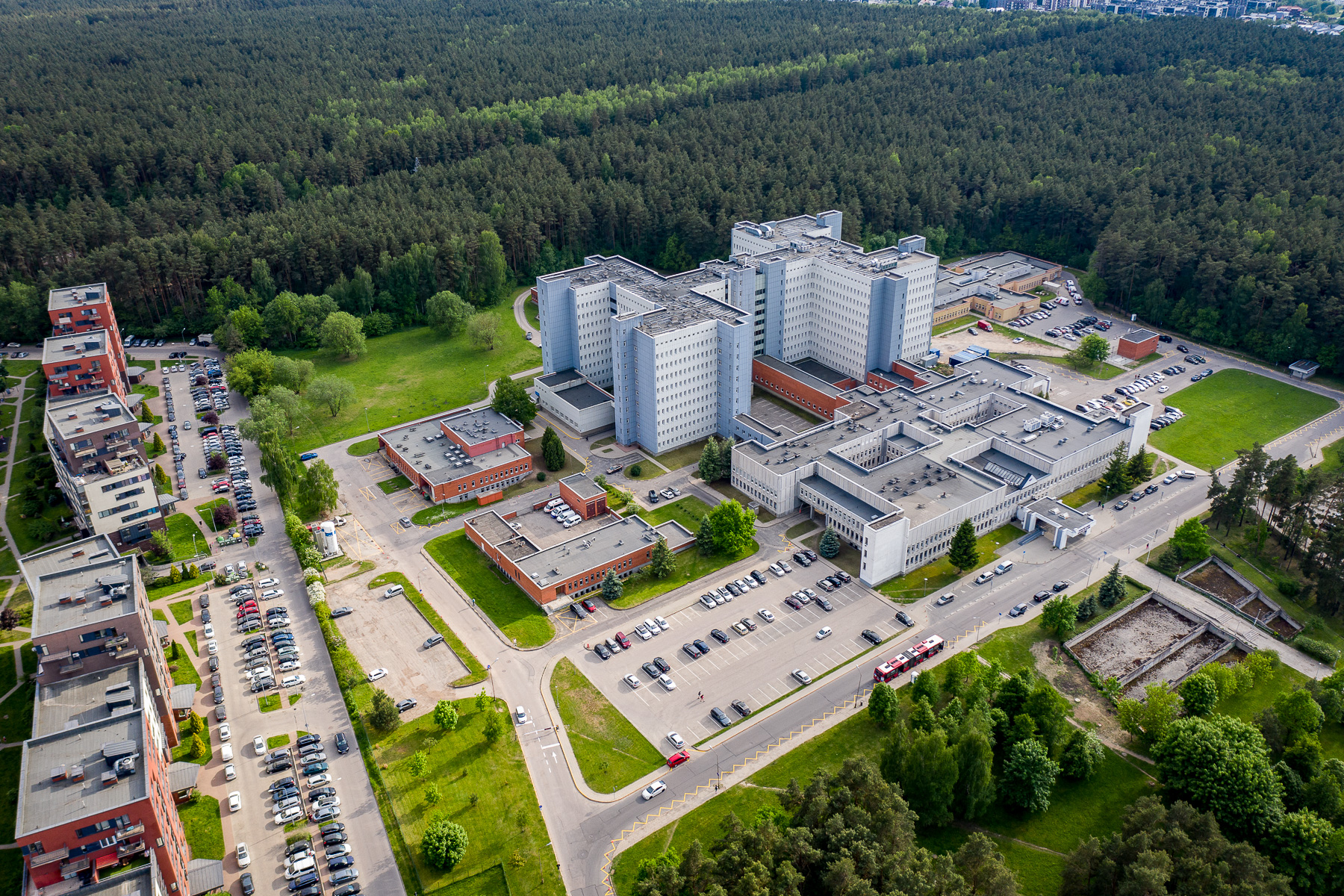

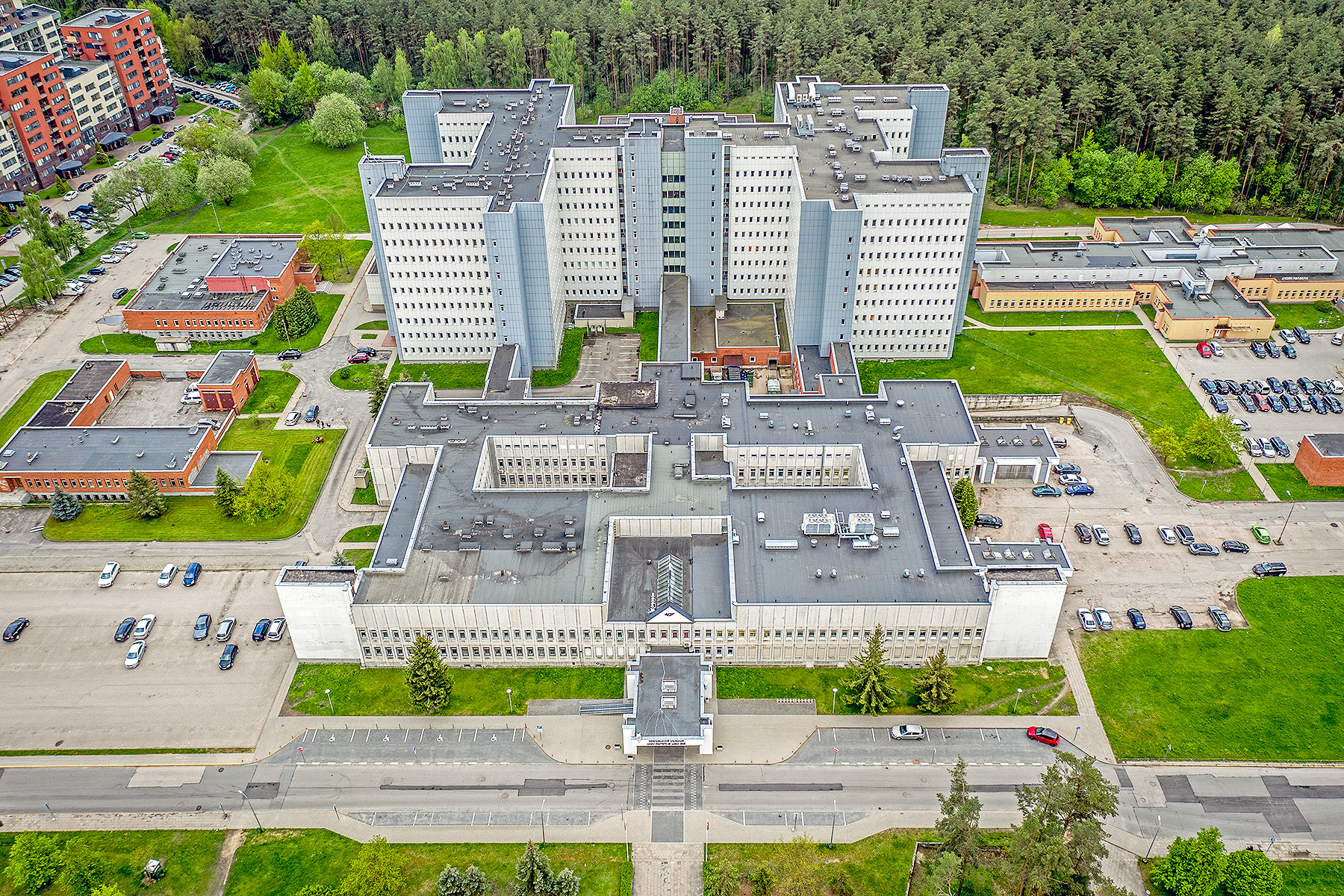

Das Republikuniversitätskrankenhaus Vilnius (lit. VšĮ Respublikinė Vilniaus universitetinė ligoninė) ist ein Universitätsklinikum in der litauischen Hauptstadt Vilnius, im Stadtteil Lazdynai.  Nach Rechtsform ist es Viešoji įstaiga, 'öffentliche Anstalt'. Es gibt 1.529 Mitarbeiter, darunter 329 Ärzte und 539 Pfleger; darunter 30 Medizindoktoren und 4 habilitierte Doktoren. 2011 wurden über 30.000 Patienten behandelt, 18.000 Operationen durchgeführt und 121.000 ambulante Konsultationen gegeben.

## Geschichte
Am 11. Oktober 1991 wurde das Viešoji įstaiga "Vilniaus greitosios pagalbos universitetinė ligoninė" eröffnet. Am 6. Juni 2011 wurde es umbenannt in Viešoji įstaiga "Respublikinė Vilniaus universitetinė ligoninė". Der Gründer ist das Gesundheitsministerium Litauens. Es gibt am Krankenhaus 5 Zentren der Vilniaus universitetas: Zentrum für Neuro-Angiochirurgie, Zentrum für Anästhesiologie-Reanimatologie und kritische Zustände, Zentrum für Allgemeine Chirurgie, Zentrum für Orthopädie und Traumatologie sowie das Zentrum für Toxikologie.

## Leitung
- Direktor: Leonardas Streikus